# Batalla de Paso Cuello

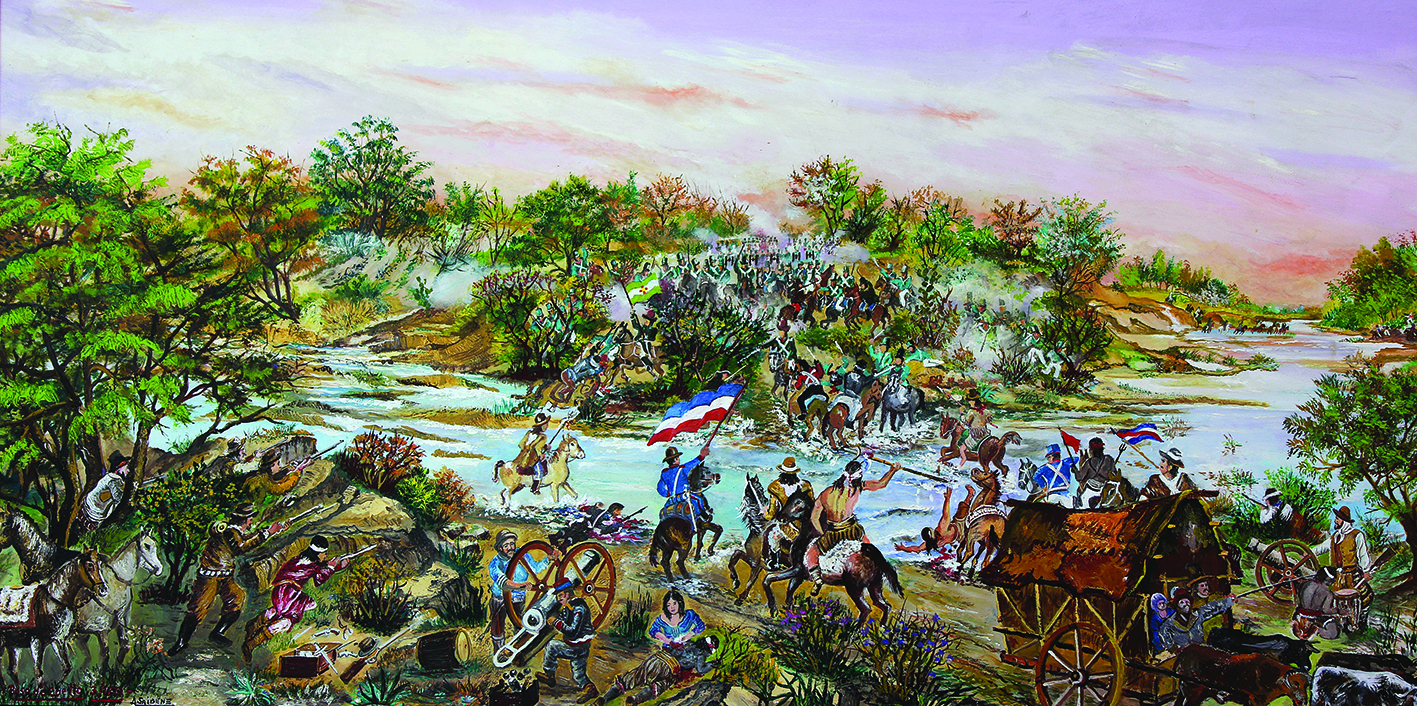
Batalla de Paso Cuello. Cuadro de Ángel "Lito" Saibene.

Se conoce como Batalla de Paso Cuello al enfrentamiento bélico ocurrido el 19 de marzo de 1817 entre el ejército invasor portugués y las milicias de la resistencia artiguista, en el límite de los departamentos de Canelones y Florida, territorio del actual Uruguay.
El episodio fue precedido en unos días por la toma de la Villa de Guadalupe por parte de los portugueses, hecho que según consta en crónicas de la época, provocó el vaciamiento absoluto del lugar por parte de sus pobladores, que marcharon a buscar refugio tras las líneas del ejército oriental, acampado a pocos kilómetros, a orillas del río Santa Lucía.
Durante el año 1816, la Provincia Oriental fue invadida por el ejército portugués liderado por el general Carlos Federico Lecor, ocupando Cerro Largo  , Santa Teresa y Maldonado, pese a la importante resistencia sostenida por las fuerzas artiguista. Los portugueses avanzaban con más de 12.000 hombres, en su mayoría veteranos de las guerras napoleónicas en Europa, perfectamente armados y pertrechados.
Para enero de 1817, y ante la inminente invasión de Montevideo, las fuerzas orientales al mando del delegado de Artigas Miguel Barreiro, se ven obligadas a abandonar la plaza y retirarse hacia Canelones, estableciendo el cuartel general durante unos días en la Villa de Guadalupe y luego en el Paso Cuello del río Santa Lucía.
El ejército portugués acampó en las inmediaciones de la capital y los delegados del cabildo que quedaron van a su encuentro para hacen entrega de la llave de Montevideo. Es así como comienza un período en el que los orientales desarrollan la llamada guerra de recursos, que consistía en despojar a los portugueses de cualquier producto existente fuera de la fortaleza que sirviera para su sustento, tratando de debilitar de esta manera al ejército invasor. Esta guerra de recursos fue acompañada por fuertes guerrillas, que además atacaban las partidas portuguesas provocando no solamente la escasez de alimentos sino que también importantes bajas. 
Todas estas acciones fueron planificadas y dirigidas desde el cuartel general establecido en el Paso Cuello, en este lugar quedan acampando durante un mes y medio, un contingente aproximado de 1000 hombres quienes formaban el ejército de la resistencia, junto con los 400 hombres liderados por Juan Antonio Lavalleja que se encontraban acampados en la zona de en Toledo.
Luego de varios meses de asedio por parte de las guerrillas orientales donde Lavalleja tiene un valiente rol fundamental, el General Lecor congrega a 5000 soldados en el cuartel portugués establecido en la quinta de Casavalle, organizando una campaña militar para enfrentar la resistencia oriental. El ejército portugués invade la Villa Guadalupe o de los Canelones, no sin antes recibir una fuerte resistencia por parte de sus pobladores. El pueblo de Canelones es abandonado por completo y dejado vacío, mostrando la fidelidad de la población al general Artigas que a modo de segundo éxodo se retiran rumbo al Paso Cuello. 
En estos hechos toman un rol fundamental y determinante las mujeres, quienes se hicieron cargo de la seguridad de los niños y los mayores, además de arrear el ganado para no permitir a los invasores que se lo apropien. Invadida la Villa de Guadalupe, el General Lecor manda a saquear la estancia de los Artigas en Sauce, saliendo luego con 2500 soldados a enfrentar la resistencia oriental establecida en el Paso de Cuello en el río Santa Lucía. Al mediodía del 19 de marzo de 1817 los portugueses llegan al paso momentos en los cuales comienza la batalla, que se extenderá hasta la noche. 550 orientales armados esperaban defender la posición en la barranca del río y del resto del cuartel general y la población de Villa Guadalupe que a modo de éxodo cruzaba el Santa Lucía con el objetivo de alcanzar refugio en el interior del territorio.
Además de los 2.500 soldados fuertemente armados, los portugueses contaban con 5 cañones que abrieron fuego durante toda la batalla, los que fueron contestados por una reducida artillería del lado de los artiguistas. Esta feroz y heroica batalla de más de 5 horas, posibilitó la defensa del pueblo oriental de la Villa de Guadalupe y encontró a importantes hombres de nuestra historia resistiendo a la invasión extranjera. Como resultado de ella el objetivo de aquellos artiguistas se cumplió con creces. Aquí perecieron más de 100 artiguistas y 50 portugueses. Posteriormente, desde Purificación, el general José Gervasio Artigas, acompañado de los Charrúas, decide “bajar” a la capital para fortalecer la resistencia, culminando estos hechos con un sitio a Montevideo.
En Paso de Cuello convergen diversos y notorios hombres de la historia de la Provincia Oriental y luego el Estado uruguayo: Miguel Barreiro, Tomás García de Zúñiga, Fructuoso Rivera, Juan Antonio Lavalleja, Manuel Francisco Artigas, Joaquín Suárez, Fernando Otorgues, Pedro Bermúdez, Rufino Bauzá, Manuel Oribe, Ignacio Oribe o Fray José Benito Lamas.